# マントープ・パーク
マントープ・パーク（Mantorp Park）は、スウェーデンのマントープにあるモーターレースサーキット。サーキットは1969年にBPスウェーデンからの資金提供により、常設の道路コースとドラッグストリップとして建設された。 Mantorp Parkは4つの異なるレイアウトが可能だが、現在のところ（1.950 km / 1.212マイル）および長い（3.125 km / 1.942マイル）トラックが使用されている。 
1971年から1973年まで、そして1981年と1982年にもヨーロッパフォーミュラ2選手権に使用され、今日では、主にクラブイベント、ドラッグレーシング、ドライビングスクール、スウェーデンフォーミュラ3選手権とスウェーデンツーリングカー選手権等で使用されている。 
マントープ・パークは、2008年7月に NHRAが採用した新しい301.8 mドラッグストリップ（これは、1,000 フィート形式を使用した最初のヨーロッパのドラッグ レース サーキットでした）フォーマットを採用した最初のヨーロッパのドラッグレースサーキットだった。 